# Geodia dysoni
Geodia dysoni är en svampdjursart som beskrevs av James Scott Bowerbank 1873. Geodia dysoni ingår i släktet Geodia och familjen Geodiidae. Inga underarter finns listade i Catalogue of Life.